# وگ ویلیامز
وگ متیوز ویلیامز (متولد ۲ اکتبر ۱۹۸۵) مدل ایرلندی و شخصیت رسانه ای است. عمده شهرت وی شرکت در چند برنامه تلویزیونی مانند رقصیدن با ستاره‌ها و مأموریت زنده ماندن محصول ۲۰۱۵ بوده‌است.

## سنین جوانی و تحصیل
ویلیامز در ۲ اکتبر ۱۹۸۵ در پورتمارنوک، حومه شمالی دوبلین متولد شد. والدین او، ساندرا و فروشنده اسبق اتومبیل فردی، هنگامی که او هفت ساله بود از یکدیگر جدا شدند و پدرش در سال ۲۰۱۰ درگذشت. او بعد از برادرش فردریک و خواهرش امبر کوچکترین فرزند از سه خواهر و برادر بود. وگ همچنین دو خواهر و برادر ناتنی دارد. ویلیامز در کالج دخترانه سانتا سابینا دومنیکن در ساتون تحصیل کرده‌است.

## حرفه
وگ حرفه بازیگری خود را در ۱۱ نوامبر ۲۰۱۰ با بازی در یک سریال تلویزیونی واقعیت ایرلندی با نام خیابان نامرئی آغاز کرد، این سریال که کاملاً مشابه سریال تپه‌ها است، زندگی چهار دختر ایرلندی در دوبلین را دنبال می‌کند.

### تلویزیون
| سال           | عنوان                                     | نقش                               | یادداشت                                                                         |
| ------------- | ----------------------------------------- | --------------------------------- | ------------------------------------------------------------------------------- |
| ۲۰۱۰–۲۰۱۱     | Fade Street                               |                                   | فصل ۱ و نیمه اول فصل ۲                                                          |
| ۲۰۱۲          | رقص با ستاره‌ها                            | مسابقه دهنده                      | با کریستوفر پیج همکاری کرد.                                                     |
| ۲۰۱۳          | پله                                       | مسابقه دهنده                      | مقام دوم را با برایان مک فادن به پایان رساند                                    |
| ۲۰۱۳          | گزش واقعیت: Vogue آیا خانه و خانه دور است | ارائه کننده                       | سری RTÉ۲ ویژه ۲۵ سالگرد خانه و دور                                              |
| ۲۰۱۴          | Vogue آیا زندگی پس از مرگ است             | ارائه کننده                       | در ۱۸ دسامبر ۲۰۱۴ از RTÉ۲ پخش شد                                                |
| ۲۰۱۵          | Bear Grylls: Mission Survive              | مسابقه دهنده                      | برنده سری ۱                                                                     |
| ۲۰۱۵          | Vogue آیا مستقیم A است                    | ارائه کننده                       | مستند RTÉ۲ در مورد بازدید مجدد از گواهی ترک                                     |
| ۲۰۱۵          | Vogue Williams - دختران وحشی              | ارائه کننده                       | سری ۳ بخشی RTÉ۲ که به زنان در زندان، زنان مبارز و جنسیت می‌پردازد                |
| ۲۰۱۶          | Vogue Williams - On the Edge              | ارائه کننده                       | سری ۴ بخشی RTÉ۲ که به بررسی جنسیت، بدن سازی، ماهیگیری گربه و مواد مخدر می‌پردازد |
| ۲۰۱۶          | زنان شل                                   | میزبان مهمان                      | ۱ قسمت                                                                          |
| ۲۰۱۶          | هتل مشهور خالی از سکنه: زنده              | شرکت کننده                        |                                                                                 |
| ۲۰۱۷ – تاکنون | گریزها                                    | مجری مشترک                        | سریال بی‌بی‌سی ایرلند شمالی                                                       |
| ۲۰۱۷          | پرش                                       | مسابقه دهنده                      | در قسمت ۱ به دلیل آسیب دیدگی کناره‌گیری کرد                                      |
| ۲۰۱۷          | همکاران در قافیه                          | مهمان                             | ۱ قسمت                                                                          |
| ۲۰۱۸          | مغز متفکر مشهور                           | مسابقه دهنده                      | ۱ قسمت                                                                          |
| ۲۰۱۹          | صورت یا مال شما؟                          | مسابقه دهنده با همسر اسپنسر متیوز | سریال ۶ قسمت ۱                                                                  |